# 小幡弘之
小幡弘之（日语：／ Obata Hiroyuki，1969年3月31日—），日本男子摔跤运动员。他曾代表日本参加亚洲摔跤锦标赛，获得一枚银牌和一枚铜牌。他也曾出战1988年夏季奥林匹克运动会。